# Renato Sulić
Renato Sulić (12 de noviembre de 1979, Rijeka, Croacia) es un jugador profesional de balonmano que juega de pívot en el RK Zamet. Fue un componente de la selección de balonmano de Croacia, con  la que disputó 100 partidos, en los que marcó 221 goles.
Con la selección ganó la medalla de oro en el Campeonato Mundial de Balonmano Masculino de 2003 y en los Juegos Mediterráneos de 2001, además de una medalla de plata en el Campeonato Europeo de Balonmano Masculino de 2008.

## Clubes
- RK Zamet (2001)
- RK Croatia Osiguranje Zagreb (2002-2004)
- MKB Veszprém KC (2004-2005)
- Agram-Medveščak Zagreb (2005-2006)
- RK Celje (2006-2009)
- MKB Veszprém KC (2009-2018)
- Orlen Wisła Płock (2018-2020)
- RK Zamet (2020- )[2]

## Palmarés
- Liga croata de balonmano
  - Campeón: 2002, 2003
- Copa de Croacia
  - Campeón: 2003
- MIK 1. A
  - Campeón: 2006, 2007
- Copa de Eslovenia
  - Campeón: 2006, 2007
- Nemzeti Bajnokság I
  - Campeón: 2004, 2009, 2010, 2011, 2012, 2013, 2014, 2015, 2016, 2017
- Copa de Hungría
  - Campeón: 2009, 2010, 2011, 2012, 2013, 2014, 2015, 2016, 2017, 2018
- Liga SEHA
  - Campeón: 2015, 2016